# Ofthalmo
L'ofthalmo est cépage noir, originaire de Chypre. Assez rare, il donne des vins rouges, doux et légers, qui sont le plus souvent utilisés en assemblage.

## Histoire
Il a été mentionné pour la première fois, en 1893, par l'ampélographe français Pierre Mouillefert sous le nom de pophtalmo, l'œil de taureau. 

## Origine
Selon son profil ADN, ce cépage cousine génétiquement avec le spourtiko, autre variété endémique de Chypre.

## Potentiel ampélographique
Cette variété a un débourrement en période moyenne et sa période de maturité est de moyenne à tardive. Assez vigoureux et productif, le mûrissement de ses grappes est très inégal. Son cep est de taille moyenne et porte de grandes grappes.

## Lieux de production

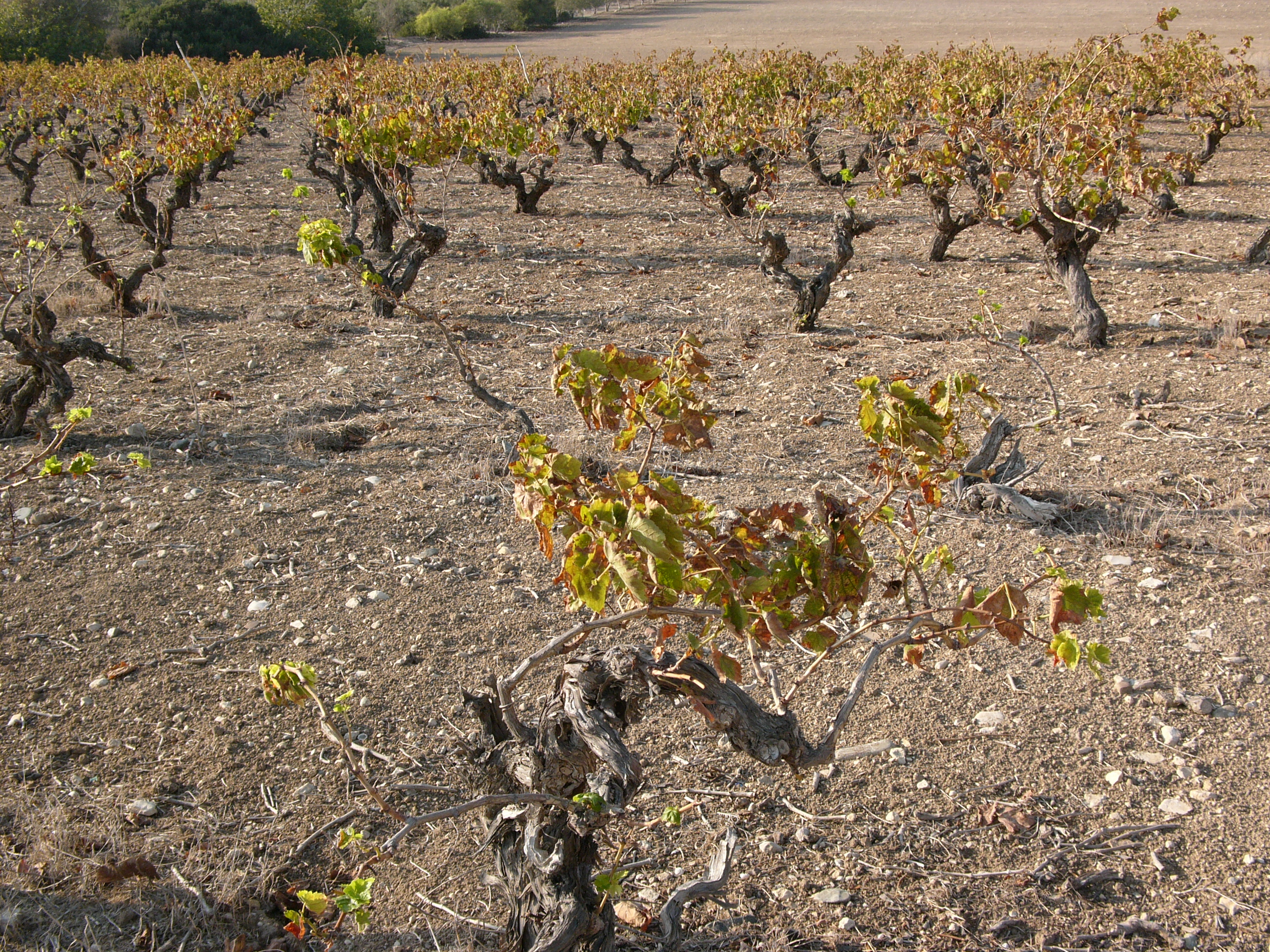
Vignoble dans la région de Pitsillia

Cette variété représente un très faible pourcentage dans la viticulture chypriote. Elle est pourtant cultivée par lopins dispersés dans nombre de secteurs viticoles de l'île. Mais si elle se retrouve en petites quantités sur la longueur et la largeur de Chypre, elle est présente plus spécifiquement dans la région Pitsilia, en particulier sur des communes comme Agros et Ayios Theodoros, ainsi que dans la région de Paphos, principalement dans les vignobles de Kelokedara, Fyti et Letymbou. Dans les régions viticoles situées dans la moitié sud-ouest de Chypre, elle se retrouve aussi dans les villages du district de Limassol. Mais sa zone de prédilection reste Pitsillia où ce cépage donne les meilleurs résultats qualitatifs.

## Synonymes
En dépit de son unique concentration dans l'île de Chypre, il possède quelques synonymes dont : oftalmo, ophtalmo, ophtalmon, optalmo, pephtalmo, pophtalmo.

## Vinification
Ses vins, peu acides, sont aromatiques mais de faible couleur et peu corsé. C'est pourquoi, ils sont le plus souvent assemblés avec le mavro ou le maratheftiko et de plus en plus avec du grenache ou du cabernet sauvignon.  
Ce cépage donne des vins quelconques lorsqu'il est irrigué. Sans arrosage, il peut produire des vins avec une robe claire, assez aromatique, mais peu structuré et pauvre en acidité. Seuls des millésimes exceptionnels lui permettent de produire des vins aptes au vieillissement, avec une couleur satisfaisante à très satisfaisante, des arômes relativement intense en dépit de sa très faible acidité. 

## Avenir
À la fin du XXe siècle, il couvrait environ 170 hectares. En 2010, il comptait plus que 126 hectares et la petite qualité de ses vins suggère que cette variété pourrait bien disparaître lentement.